# 聖伯華主教座堂 (哈勒姆)

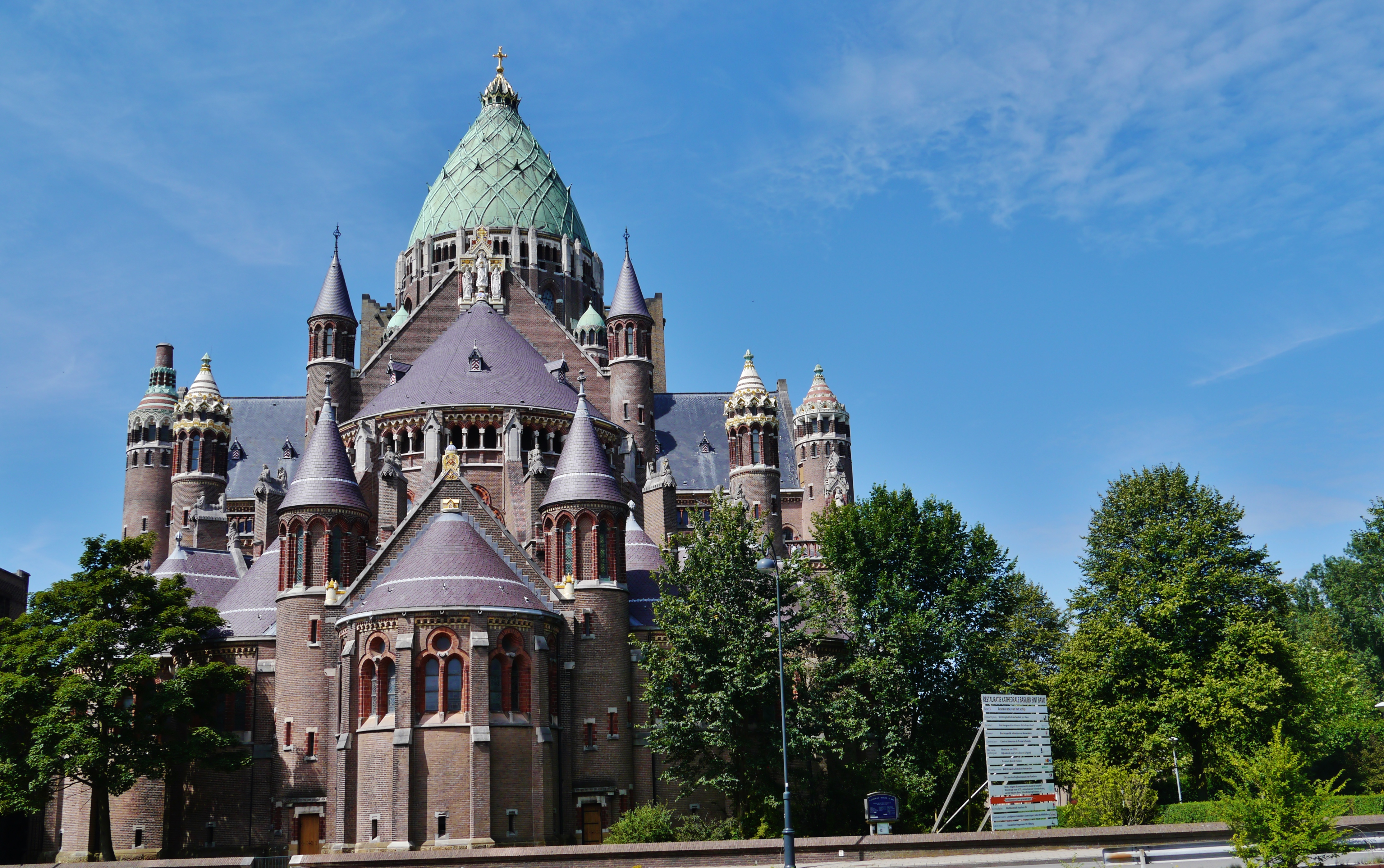
聖伯華主教座堂

聖伯華主教座堂（Cathedral of Saint Bavo）是荷蘭城市哈勒姆的一座羅馬天主教的主教座堂。這座聖堂修建於1895年至1930年期間，以取代之前的聖堂。主教座堂內的聖器收藏室現在改建為一座小型博物館。聖伯華主教座堂現在是天主教哈勒姆-阿姆斯特丹教區的主教座堂。

## 外部連結
- Official website （页面存档备份，存于）
- Haarlem Shuffle - St Bavo Catholic Cathedral （页面存档备份，存于）